# Aegoschema
Aegoschema es un género de escarabajos longicornios de la tribu Acanthoderini.

## Especies
- Aegoschema adspersum (Thomson, 1860)
- Aegoschema barnouini Tavakilian & Neouze, 2013
- Aegoschema cinereum Lane, 1938
- Aegoschema fanchonae Tavakilian & Neouze, 2013
- Aegoschema migueli Monne & Mermudes, 2007
- Aegoschema moniliferum (White, 1855)
- Aegoschema morvanae Tavakilian & Neouze, 2013
- Aegoschema obesum (Bates, 1861)
- Aegoschema peruvianum Lane, 1973